# Ion Ghica
Ion Ghica (12 de agosto de 1816-7 de mayo de 1897) fue un revolucionario, matemático y diplomático rumano. Fue dos veces primer ministro de Rumania, entre 1866 y 1867 y entre 1870 y 1871. Fue miembro de la Academia Rumana y su presidente en cuatro ocasiones. Era el hermano mayor de Pantazi Ghica, un prolífico escritor y político.

## Primeros años y Revolución
Ion nació en Bucarest, Valaquia, en el seno de una prominente familia boyarda con fuertes raíces arrumanas. Era sobrino de Grigore Alexandru Ghica, príncipe de Valaquia en las décadas de 1840 y 1850 y de Ion Câmpineanu, un revolucionario radical. Ion Ghica se educó en Bucarest y Europa Occidental, estudiando ingeniería y matemáticas en Francia entre 1837 y 1840.
Tras terminar sus estudios en París, se trasladó a Moldavia y se involucró en la fallida conspiración de Frăţia de 1848, con el cual se intentó lograr la unión de Valaquia y Moldavia bajo un líder rumano, Mihail Sturdza. ion Ghica se convirtió en catedrático de matemáticas en la Academia que había creado Sturdza en Iaşi.
Se unió a la revolución valaca y se trasladó a Estambul para intentar un acercamiento entre el Imperio otomano y el nuevo gobierno revolucionario rumano. Él, Nicolae Bălcescu y el general Gheorghe Magheru participaron como mediadores en las negociaciones entre el líder de los rumanos de Transilvania, Avram Iancu y el gobierno revolucionario húngaro de Lajos Kossuth.

## En Samos y Rumanía
Estando en Estambul, fue nombrado bey de Samos, donde probó sus habilidades de liderazgo al conseguir eliminar la piratería local, la mayor parte de la cual iba dirigida en contra de los transportes que abastecían a los turcos en la Guerra de Crimea. Tras cumplir su misión, el sultán Abdülmecit I condecoro a Ghica con el título honorario de Príncipe de Samos.
En 1859, tras la unión de Moldavia y Valaquia, el príncipe Alexandru Ioan Cuza pidió a Ion Ghica que volviese. En 1866, pese a ser un hombre de confianza de Cuza, tomó parte activa en la agrupación secreta que provocó la caída del príncipe. Fue el primer primer ministro bajo el mandato del príncipe Carol de Hohenzollern.
Ghica también destacó como uno de los principales personajes liberales del Reino de Rumanía y uno de los líderes del Partido Nacional Liberal. El radicalismo de su grupo rozó el republicanismo cuando el príncipe Carol se acercó a los conservadores. Ghica se unió al movimiento antidinástico de 1870 que llevó a la República de Ploieşti. En 1881, Ghica fue nombreado embajador rumano en Londres, donde estuvo hasta 1889. Murió en 1897 en Ghergani, en el distrito de Dâmbovița.

## Obras
Aparte de su distinción política, Ion Ghica consiguió una reputación literaria al escribir sus Cartas, dirigidas a Vasile Alecsandri, amigo suyo. Concevidas y escritas durante su estancia en Londres, las cartas describen la situación ancestral de la sociedad rumana y cómo parecía estar desvaneciéndose.
También fue autor de Aminitiri din pribegie ("Recuerdos desde el exilio") en 1848 y de Convorbiri Economice ("Conversaciones sobre economía"), en el que trató los asuntos económicos más importantes. Fue el primero en favorecer la iniciativa local frente a la inversión extranjera en la industria y el comercio.